# Stictomela
Stictomela is een geslacht van kevers uit de familie zwamkevers (Endomychidae). De wetenschappelijke naam van het geslacht werd in 1844 gepubliceerd door Henry Stephen Gorham.
De kevers hebben een uitgesproken convex lichaam. Het pronotum is breed en heeft een diepe groef in het midden. Ze komen voor op Sri Lanka (voormalig Ceylon) en het zuiden van India (Stictomela besucheti uit Kerala).